# NGC 3301
NGC 3301 (ook wel NGC 3760) is een balkspiraalstelsel in het sterrenbeeld Leeuw. Het hemelobject werd op 12 maart 1784 ontdekt door de Duits-Britse astronoom William Herschel.

## Synoniemen
- NGC 3760
- UGC 5767
- MCG 4-25-35
- ZWG 124.45
- IRAS10341+2208
- PGC 31497